# Kručov
Kručov (slowakisch bis 1992 „Ruský Kručov“; russisch offiziell bis 1965 Руский Қручов/Ruski Krutschow, ungarisch Felsőkrucsó – bis 1902 Oroszkrucsó) ist eine Gemeinde im Bezirk Stropkov in der Ostslowakei.

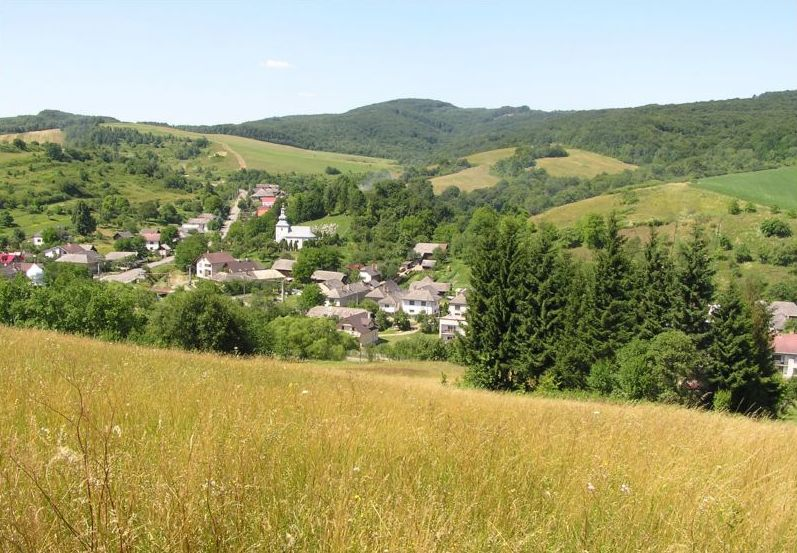
Blick auf Kručov

Die Gemeinde Kručov liegt in einem rechten Seitental der oberen Ondava. Die umliegenden Erhebungen des Ondavská vrchovina (Ondauer Bergland) erreichen Höhen von bis zu 472 Metern über dem Meer (Muchova hora nördlich der Gemeinde).

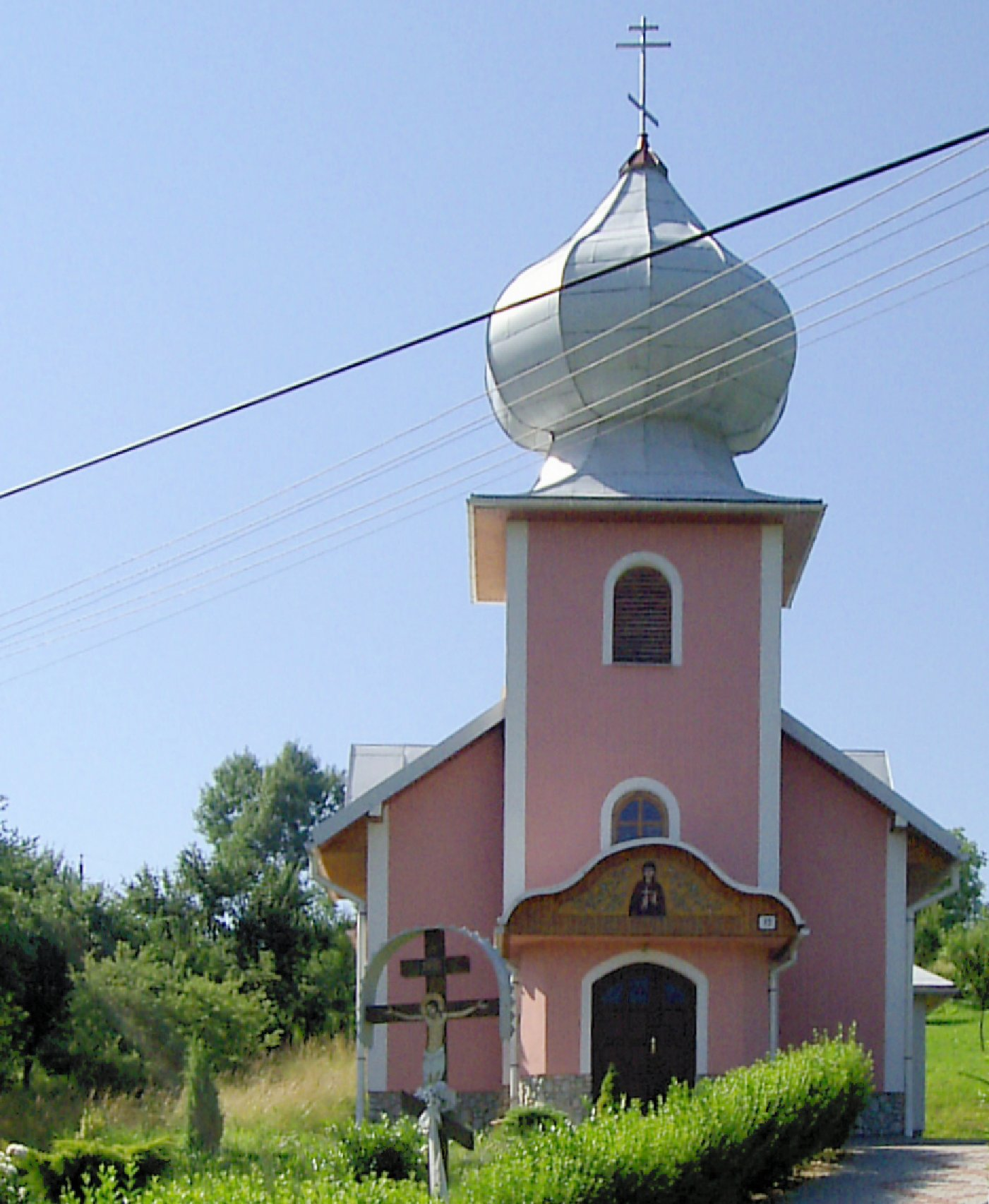
Orthodoxe Kirche in Kručov

Umgeben wird Kručov von den Nachbargemeinden Vyšná Olšava und Nižná Olšava im Norden, Miňovce im Nordosten, Lomné im Osten, Matiaška im Süden sowie Giraltovce im Westen.
1309 wurde der Ort erstmals urkundlich erwähnt. Die orthodoxe Kirche stammt aus dem 18. Jahrhundert.
Durch das von Feldern umgebene Dorf Kručov führt die Fernstraße 556 von Giraltovce nach Turany nad Ondavou. Sie verbindet die entlang der Flusstäler von Topľa und Ondava ziehenden Transitstraßen I/15 (Svidník-Vranov nad Topľou) und E 371 (Rzeszów-Prešov) miteinander.

## Bevölkerung
| Jahr                | 1994 | 2004    | 2014    | 2024    |
| ------------------- | ---- | ------- | ------- | ------- |
| Anzahl der Personen | 249  | 234     | 218     | 202     |
| Unterschied         |      | −6,02 % | −6,83 % | −7,33 % |

| Jahr                | 2023 | 2024    |
| ------------------- | ---- | ------- |
| Anzahl der Personen | 201  | 202     |
| Unterschied         |      | +0,49 % |

Die Einwohnerzahl der Gemeinde ist rückläufig (1991: 254 Einwohner; 2001: 242 Einwohner; 2007: 235 Einwohner). Die Bevölkerung besteht zu 93 % aus Slowaken, 6 % sind Ruthenen. 74 % der Einwohner gaben als Konfession griechisch-katholisch an, ca. 20 % bekennen sich zur Orthodoxen Kirche.

## Belege
1. ↑  Hustota obyvateľstva - obce [om7014rr_obc=AREAS_SK, v_om7014rr_ukaz=Rozloha (Štvorcový meter)]. Statistical Office of the Slovak Republic, 31. März 2025, abgerufen am 31. März 2025 (slowakisch).
2. ↑  Počet obyvateľov podľa pohlavia - obce (ročne) [om7101rr_obce=AREAS_SK]. Statistical Office of the Slovak Republic, 31. März 2025, abgerufen am 31. März 2025 (slowakisch).
3. 1 2  Počet obyvateľov podľa pohlavia - obce (ročne) [om7101rr_obce=AREAS_SK]. Statistical Office of the Slovak Republic, 31. März 2025, abgerufen am 31. März 2025 (slowakisch).
4. ↑  Statistikportal MOŠ (Memento des Originals vom 21. Juni 2009 im Internet Archive)  Info: Der Archivlink wurde automatisch eingesetzt und noch nicht geprüft. Bitte prüfe Original- und Archivlink gemäß Anleitung und entferne dann diesen Hinweis.